# Филип-Огюст (станция метро)
Филипп-Огюст (фр. Philippe Auguste) — станция линии 2 Парижского метрополитена, расположенная на границе XI и XX округов Парижа, к юго-западу от кладбища Пер-Лашез. Названа по одноимённой авеню, получившей своё имя в честь французского короля Филиппа II.

## История
- Станция открылась 31 января 1903 года в составе пускового участка Анвер — Александр Дюма.
- Пассажиропоток по станции по входу в 2011 году, по данным RATP, составил 1 813 811 человек[2]. В 2013 году этот показатель вырос до 1 876 528 пассажиров (255 место по уровню входного пассажиропотока в Парижском метро)[3]

## Галерея

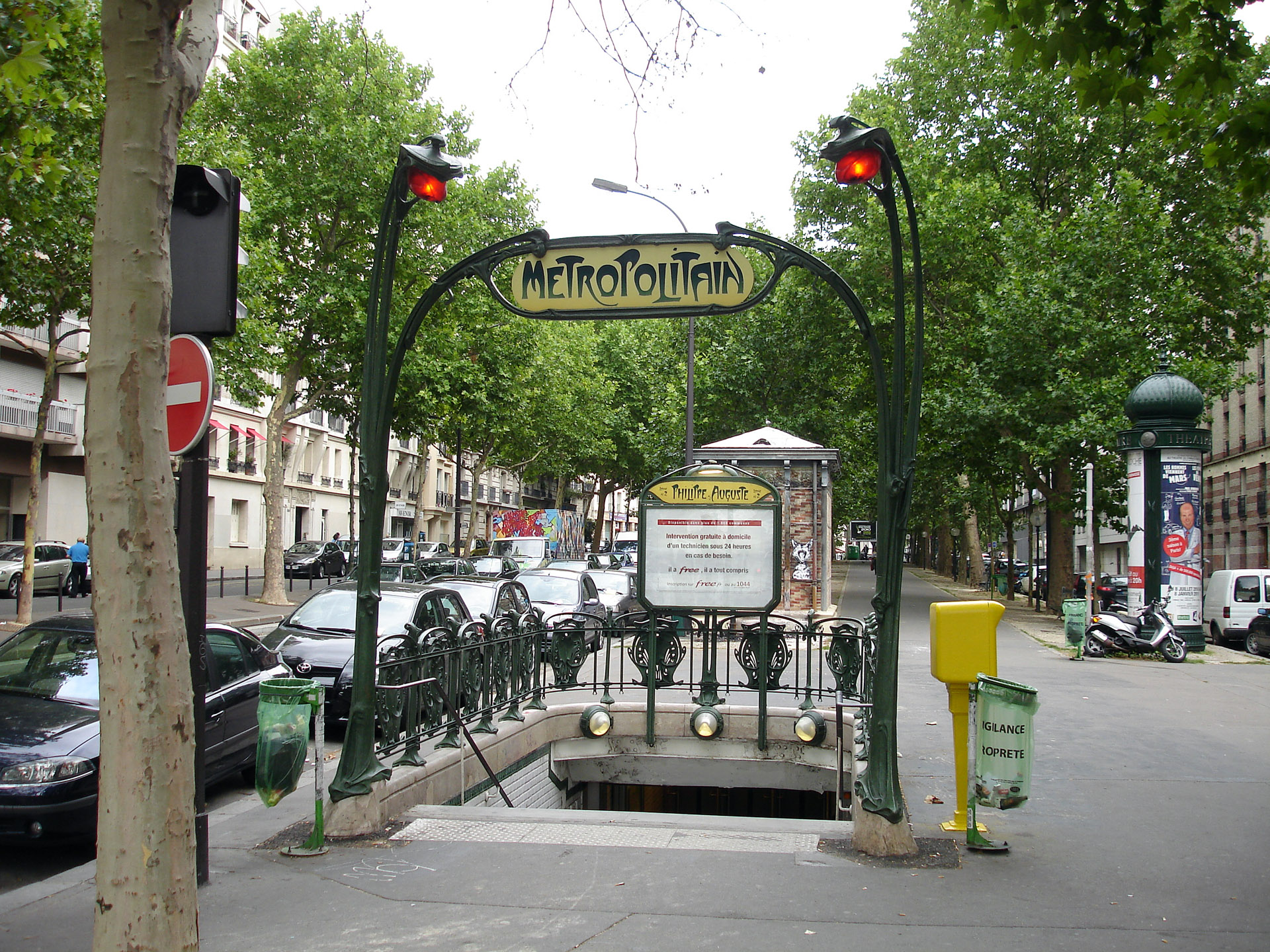
Вход на станцию, оформленный в стиле Эктора Гимара
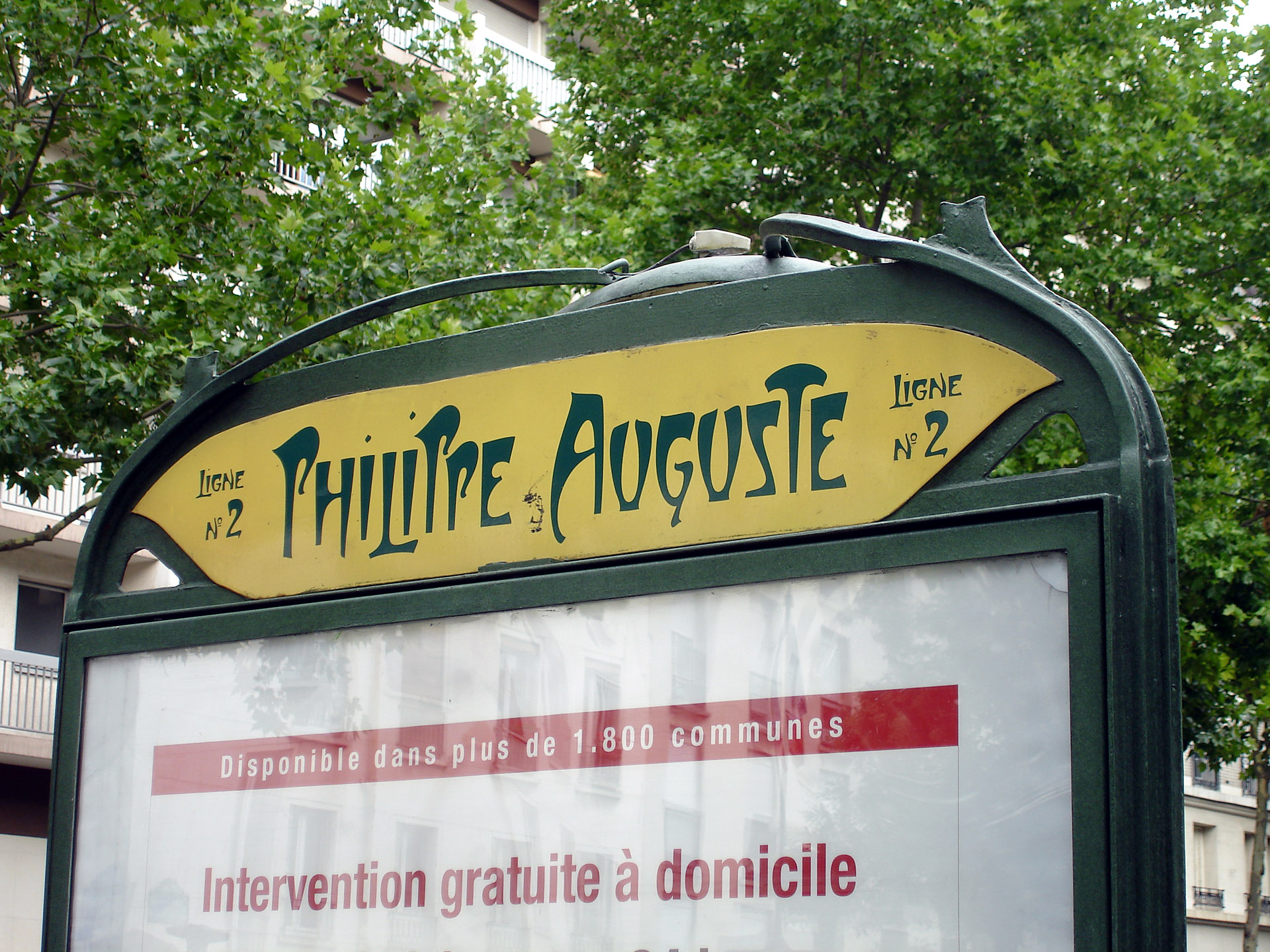
Информационный плакат над входом
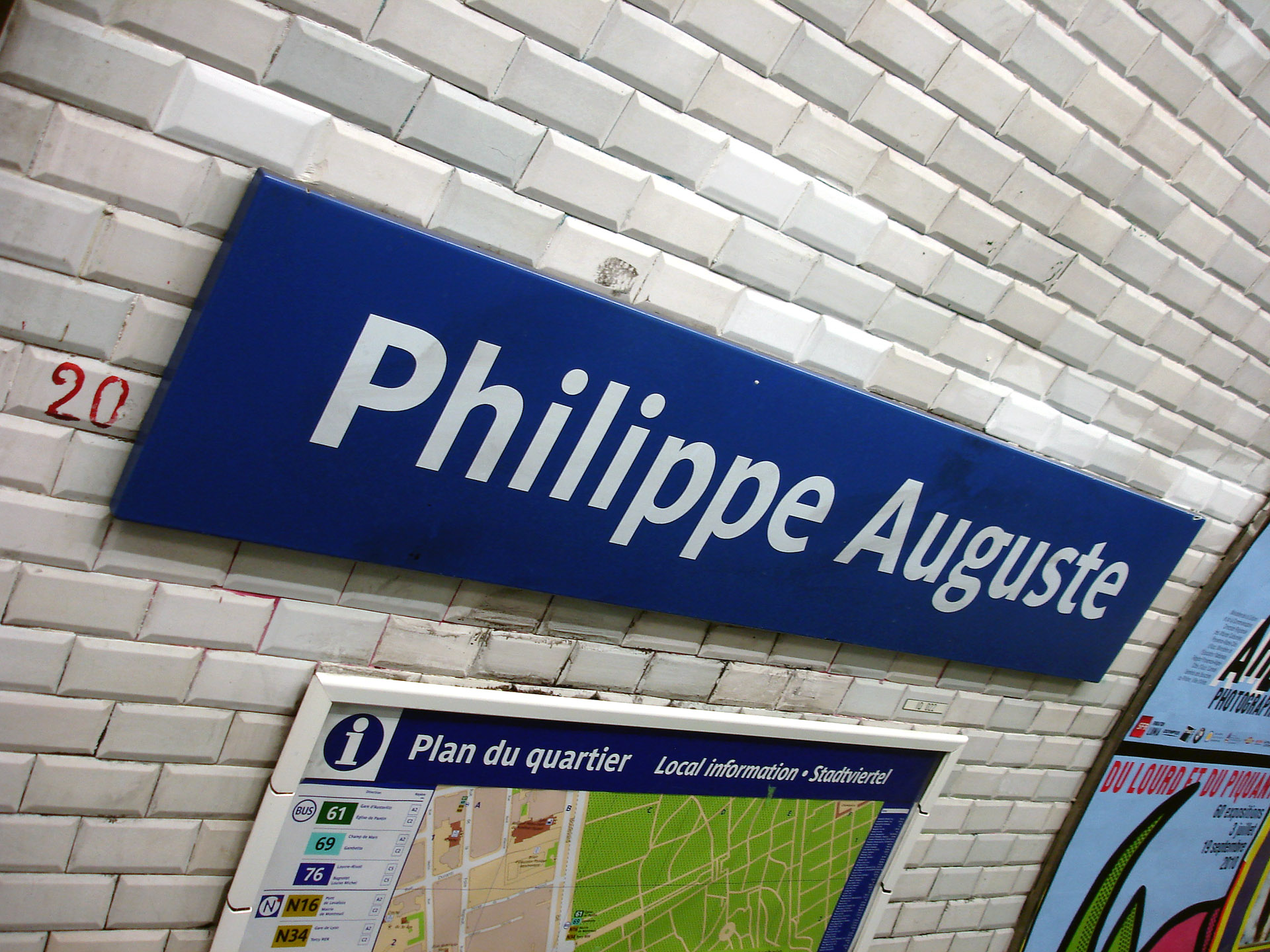
Вывеска с названием станции